# Țiteră

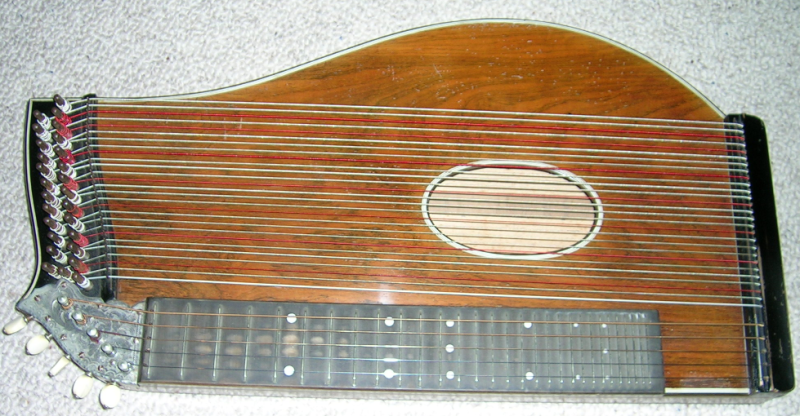
Instrumentul modern cu taste şi coarde de acompaniament

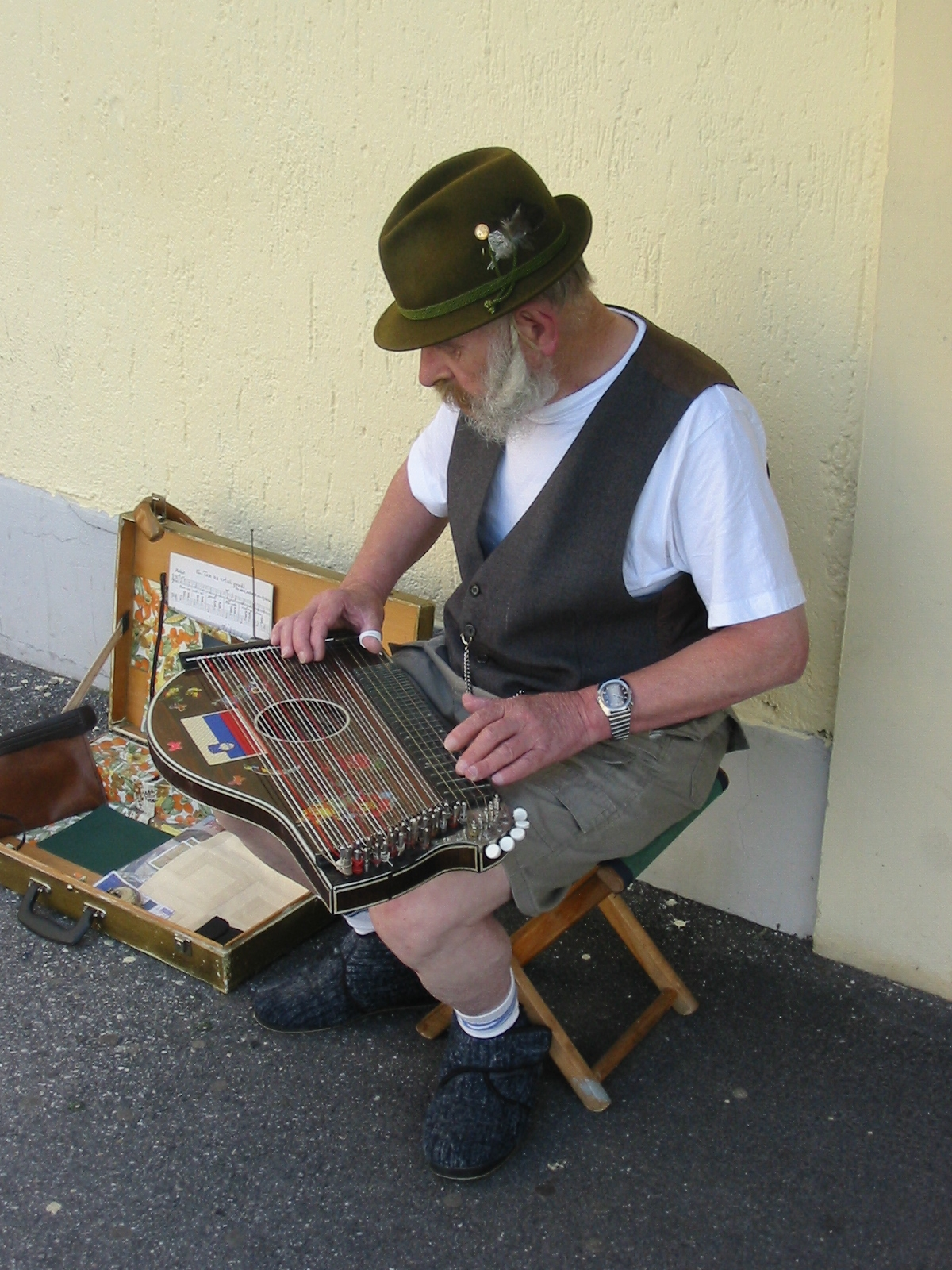
Un interpret la ţiteră

Țitera este un instrument muzical cu coarde ciupite.

## Istoric
De origine foarte veche (fiind intrebuințată de Eschil la spectacolele tragice din Grecia Antică) țitera este astăzi populară în Europa, Asia și Africa. 
Un instrument din această familie a fost inventat în Austria și sudul Germaniei în secolul al XIX-lea. Are patru sau cinci coarde pentru melodie deasupra unei suprafețe cu taste și 30-40 de coarde de acompaniament deasupra cutiei de rezonanță cu rozetă.   

## Descriere
Are diferite forme, elementul definitoriu fiind lungimea coardelor, egală cu cea a cutiei de rezonanță.